# Bintulu (bahagian)
Bintulu (Bahagian Bintulu) is een deelgebied (bahagian) van de deelstaat Sarawak op Borneo in Maleisië.
Het heeft een oppervlakte van 12.166 km² en een inwonersaantal van circa 179.600 (2000).

## Bestuurlijke indeling
De bahagian Bintulu is onderverdeeld in twee districten (daerah):
- Bintulu
- Tatau

Betong · Bintulu · Kapit · Kuching · Limbang · Miri · Mukah · Samarahan · Sarikei · Sibu · Sri Aman